# 40 Under 40 (Fortune)
40 Under 40 es una lista de individuos publicada por la revista Fortune, la cual considera los líderes jóvenes más influyentes del año. La lista ha existido en dos fases: primero, de 1999 a 2003, meramente como una clasificación numérica de riqueza, capturando el primer boom de las punto com. La iteración actual comenzó en 2009 y es una clasificación de poder e influencia. La lista incluye ejecutivos de empresas, figuras políticas, deportistas, diseñadores de moda y otras personalidades menores de cuarenta años. La mayoría de los miembros de la lista son ejecutivos comerciales de la industria tecnológica.
La lista ofrece a menudo hombres y mujeres de negocios que han hecho sus nombres en diversas industrias, y no siempre elige candidatos de primer orden industrias.